# Carole Lombard
Carole Lombard, pseudonimo di Alice Jane Peters (Fort Wayne, 6 ottobre 1908 – Potosi Mountain, 16 gennaio 1942), è stata un'attrice statunitense.
Diva di notevole bellezza e di passionale umanità nelle sue interpretazioni, Carole Lombard durante gli anni trenta fu la regina della screwball comedy, ossia di quel genere cinematografico che prendeva a pretesto una vivace storia d'amore, solitamente appannaggio delle commedie romantiche, e la arricchiva con rocambolesche avventure dai risvolti farseschi e dalla fisicità tipica delle comiche del cinema muto.
L'attrice seppe coniugare glamour ed eleganza con un talento comico capace di rendere coinvolgenti e credibili i suoi lazzi più clowneschi. La Lombard fu una grande celebrità degli anni trenta e dei primi anni quaranta, ma godette di fama anche negli anni del cinema muto. Infatti debuttò nel cinema quando aveva solo tredici anni e, anche se ebbe vita breve (essendo perita in un incidente aereo a soli 33 anni), la Lombard recitò in quasi novanta film. Carole Lombard nel 1999 è stata classificata dall'American Film Institute al ventitreesimo posto della lista delle più grandi star femminili della storia del cinema.

## Biografia

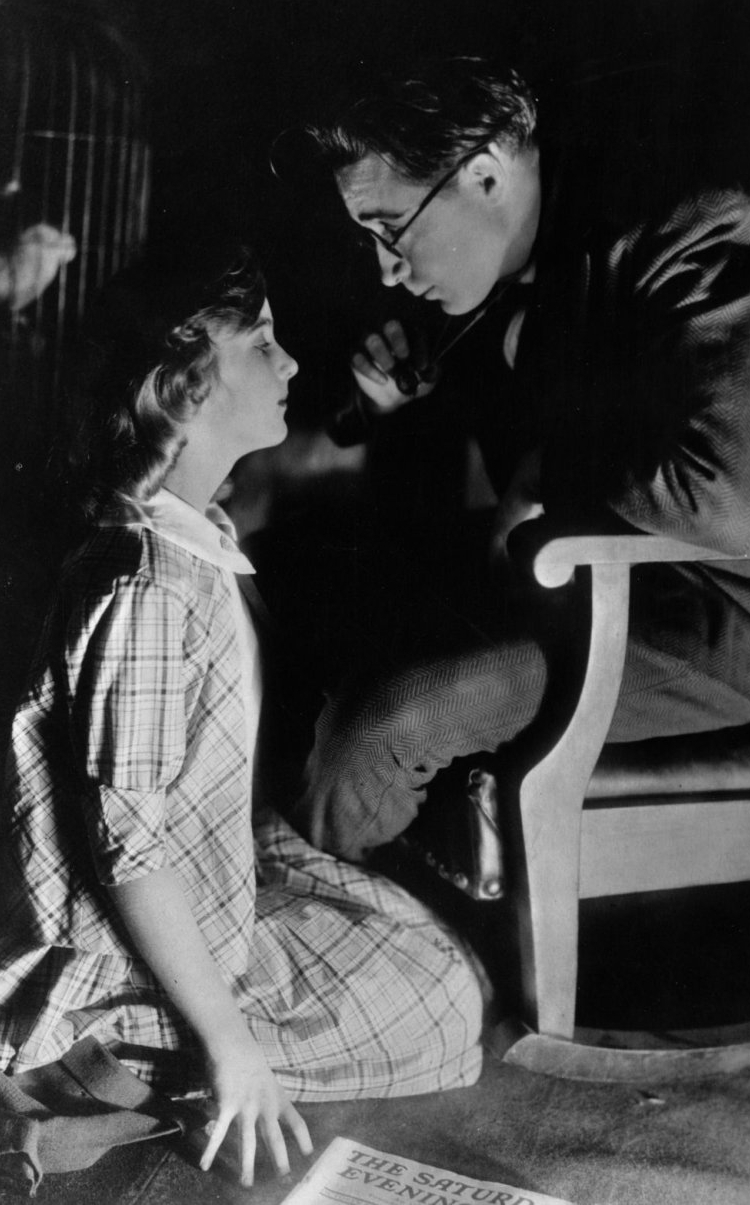
Carole Lombard dodicenne al suo esordio nel film A Perfect Crime (1921), con Monte Blue

Bambina molto sportiva, venne scoperta per caso dal regista Allan Dwan, colpito dalla sua vivacità mentre giocava a baseball con gli amici; così la Lombard debuttò nel cinema a soli dodici anni nel film A Perfect Crime (1921). Successivamente comparve in molte pellicole del periodo muto, finché nel 1927 venne scelta per entrare a far parte delle Bellezze al bagno di Mack Sennett, soprannominato The King of Comedy, grande scopritore di talenti e prolifico autore di cinema comico. È anche grazie alle comiche di Sennett che la Lombard sviluppò una particolare predisposizione per la commedia brillante.
Nei primi anni trenta venne scritturata dalla Paramount, per cui interpretò una serie di discreti film sentimentali. Il suo inestimabile estro comico venne messo in risalto da Howard Hawks, che nel 1934 la volle nella spumeggiante commedia Ventesimo secolo (1934), dal nome di un treno di lusso su cui viaggiano gli interpreti principali, due ex coniugi capaci di combinarne di tutti i colori. Grazie al suo glamour e alla sua vivace ironia, la Lombard fu protagonista di gustosi battibecchi con il partner John Barrymore, dimostrando di possedere notevole verve comica e disinvoltura.
Da allora fu un susseguirsi di successi: nel 1936 ricevette una candidatura all'Oscar per la sua fine interpretazione ne L'impareggiabile Godfrey (1936) di Gregory La Cava, una commedia satirica sull'America della Grande Crisi, in cui recitò al fianco del sagace attore William Powell, suo primo marito dal 1931 al 1933. L'anno seguente interpretò la finta malata terminale in Nulla sul serio (1937), brillante satira sul giornalismo diretta da William A. Wellman e co-interpretata da Fredric March. Nel 1938 aderì alla fede bahai.

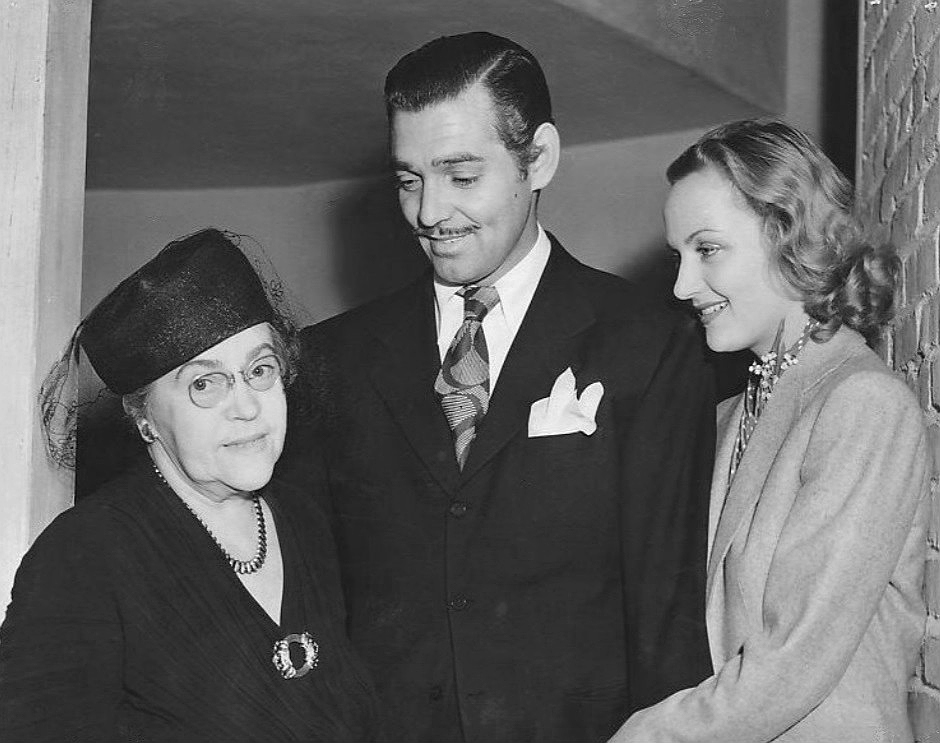
Con la madre e Clark Gable (1939)

Nel 1941 l'attrice venne diretta da Alfred Hitchcock, per l'occasione cimentatosi abilmente con il registro brillante, nella commedia Il signore e la signora Smith (1941). L'anno seguente fu diretta dal grande Ernst Lubitsch nella amara ma brillante commedia Vogliamo vivere! (1942), feroce satira sul nazismo e la guerra, in cui impersonò brillantemente Maria Tura, un'attrice teatrale nella Polonia appena invasa dalle truppe di Hitler.
Alla fine del 1941, quando gli Stati Uniti d'America vennero coinvolti nella seconda guerra mondiale, Carole Lombard intraprese un giro propagandistico nell'Indiana, lo Stato nel quale era nata, per vendere obbligazioni di guerra. Dopo qualche giorno decise di far ritorno a casa in aereo, contrariamente a quanto avrebbe voluto sua madre Elizabeth Peters, che la accompagnava. Era il 16 gennaio 1942, quando il Flight 3 della TWA operato con un velivolo Douglas DC-3-382 Propliner si schiantò sulle Potosi Mountain, nei pressi di Las Vegas. Tutte le 22 persone a bordo tra le quali Carole Lombard e sua madre morirono sul colpo; l'attrice aveva trentatré anni.

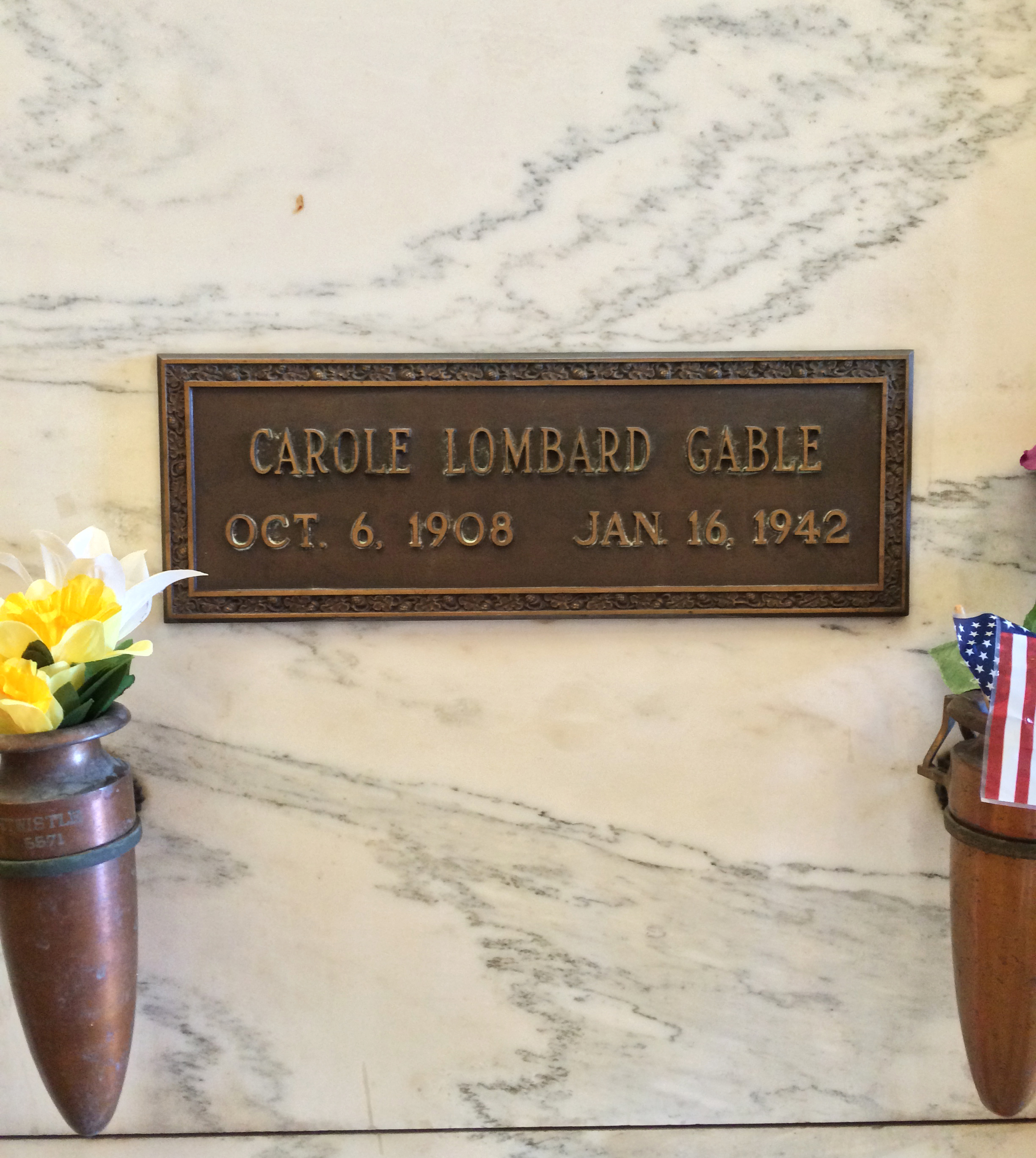
Tomba di Carole Lombard

È tumulata al Forest Lawn Memorial Park di Glendale nella contea di Los Angeles, accanto alla madre e a Clark Gable.

## Vita privata
Nella seconda metà degli anni trenta la Lombard visse un'appassionata storia d'amore con il celebre attore Clark Gable, che sposò nel 1939. I due andarono a vivere in un ranch a Encino (California), che diventò il loro rifugio tra un film e l'altro, dove la coppia poté coltivare la comune passione per le battute di caccia e per le lunghe cavalcate.

## Filmografia
- A Perfect Crime, regia di Allan Dwan (1921)
- Gold Heels, regia di W. S. Van Dyke (1924)
- Dick Turpin, regia di John G. Blystone (1925)
- Marriage in Transit, regia di Roy William Neill (1925)
- Gold and the Girl, regia di Edmund Mortimer (1925)
- Hearts and Spurs, regia di W. S. Van Dyke (1925)
- Durand of the Bad Lands, regia di Lynn Reynolds (1925)
- The Plastic Age, regia di Wesley Ruggles (1925)
- Ben-Hur, regia di Fred Niblo (1925)
- Bolidi in corsa (The Road to Glory), regia di Howard Hawks (1926)
- The Johnstown Flood, regia di Irving Cummings (1926)
- The Fighting Eagle, regia di Donald Crisp (1927)
- Smith's Pony, regia di Alfred J. Goulding (1927) (cortometraggio)
- Gold Digger of Weepah regia di Harry Edwards (1927) (cortometraggio)
- My Best Girl, regia di Sam Taylor (1927)
- The Girl from Everywhere, regia di Edward F. Cline - cortometraggio (1927)
- Run, Girl, Run, regia di Alfred J. Goulding - cortometraggio (1928)
- The Beach Club, regia di Harry Edwards - cortometraggio (1928)
- Smith's Army Life, regia di Donald Crisp - cortometraggio (1928)
- The Best Man, regia di Donald Crisp - cortometraggio (1928)
- The Swim Princess, regia di Alfred J. Goulding - cortometraggio (1928)
- The Bicycle Flirt, regia di Harry Edwards - cortometraggio (1928)
- The Divine Sinner, regia di Scott Pembroke (1928)
- The Girl from Nowhere, regia di Harry Edwards (1928)
- His Unlucky Night, regia di Harry Edwards (1928)
- Smith's Restaurant, regia di Phil Whitman (1928)
- The Campus Carmen, regia di Alfred J. Goulding (1928)
- Power, regia di Howard Higgins (1928)
- Motorboat Mamas, regia di Harry Edwards (1928)
- Show Folks, regia di Paul L. Stein (1928)
- Hubby's Weekend Trip, regia di Harry Edwards (1928)
- The Campus Vamp regia di Harry Edwards (1928)
- Mondo senza luce (Me, Gangster), regia di Raoul Walsh (1928)
- Ned McCobb's Daughter, regia di William J. Cowen (1928)
- Matchmaking Mamma regia di Harry Edwards (1929)
- Don't Get Jealous, regia di Phil Whitman (1929)
- High Voltage, regia di Howard Higgin (1929)
- Big News, regia di Gregory La Cava (1929)
- The Racketeer, regia di Howard Higgin (1929)
- Dinamite, regia di Cecil B. DeMille (1929)
- Angelo biondo (The Arizona Kid), regia di Alfred Santell (1930)
- Safety in Numbers, regia di Victor Schertzinger (1930)
- Fast and Loose, regia di Fred C. Newmeyer (1930)
- It Pays to Advertise, regia di Frank Tuttle (1931)
- Man of the World, regia di Richard Wallace (1931)
- Ladies' Man, regia di Lothar Mendes (1931)
- Up Pops the Devil, regia di A. Edward Sutherland (1931)
- Per una donna (I Take This Woman), regia di Marion Gering (1931)
- No One Man, regia di Lloyd Corrigan (1932)
- Peccatori (Sinners in the Sun), regia di Alexander Hall (1932)
- La maschera del peccato (Virtue), regia di Edward Buzzell (1932)
- Nessun uomo le appartiene (No Man of Her Own), regia di Wesley Ruggles (1932)
- From Hell to Heaven, regia di Erle C. Kenton (1933)
- Supernatural, regia di Victor Halperin (1933)
- L'aquila e il falco (The Eagle and the Hawk), regia di Stuart Walker (1933)
- Brief Moment, regia di David Burton (1933)
- L'inferno verde (White Woman), regia di Stuart Walker (1933)
- Bolero (Bolero), regia di Wesley Ruggles e, non accreditato, Mitchell Leisen (1934)
- We're Not Dressing, regia di Norman Taurog (1934)
- Ventesimo secolo (Twentieth Century), regia di Howard Hawks (1934)
- Rivelazione (Now and Forever), regia di Henry Hathaway (1934)
- La donna che amo (Lady by Choice), regia di David Burton (1934)
- The Gay Bride, regia di Jack Conway (1934)
- Rumba, regia di Marion Gering (1935)
- I milioni della manicure (Hands Across the Table), regia di Mitchell Leisen (1935)
- La bisbetica innamorata (Love Before Breakfast), regia di Walter Lang (1936)
- Resa d'amore (The Princess Comes Across), regia di William K. Howard (1936)
- L'impareggiabile Godfrey (My Man Godfrey), regia di Gregory La Cava (1936)
- Swing High, Swing Low, regia di Mitchell Leisen (1937)
- Nulla sul serio (Nothing Sacred), regia di William A. Wellman (1937)
- La moglie bugiarda (True Confession), regia di Wesley Ruggles (1937)
- Il piacere dello scandalo (Fools for Scandal), regia di Bobby Connolly e Mervyn LeRoy (non accreditato) (1938)
- Ritorna l'amore (Made for Each Other), regia di John Cromwell (1939)
- Non puoi impedirmi d'amare (In Name Only), regia di John Cromwell (1939)
- Angeli della notte (Vigil in the Night), regia di George Stevens (1940)
- Non desiderare la donna d'altri (They Knew What They Wanted), regia di Garson Kanin (1940)
- Il signore e la signora Smith (Mr. and Mrs. Smith), regia di Alfred Hitchcock (1941)
- Vogliamo vivere! (To Be or Not to Be), regia di Ernst Lubitsch (1942)

### Film e documentari su Carole Lombard
- The Fashion Side of Hollywood documentario, regia di Josef von Sternberg (1935)
- Le dee dell'amore (The Love Goddesses) documentario di Saul J. Turell - filmati di repertorio (1965)

## Riconoscimenti
- Premio Oscar
  - 1937 – Candidatura alla miglior attrice per L'impareggiabile Godfrey

## Doppiatrici italiane
- Nella Maria Bonora in Ventesimo secolo, Rivelazione
- Lydia Simoneschi in La bisbetica innamorata, Non puoi impedirmi d'amare
- Lia Orlandini in L'impareggiabile Godfrey[3]
- Rosetta Calavetta in Ritorna l'amore
- Rina Morelli in Vogliamo vivere!
- Daniela Nobili in Nulla sul serio (ridoppiaggio)[4]
- Pinella Dragani in Il signore e la signora Smith (ridoppiaggio)[5][6]